# Jün-čcheng
Jün-čcheng (čínsky pchin-jinem Yùnchéng, znaky 运城) je městská prefektura v Čínské lidové republice, kde patří k provincii Šan-si. Celá prefektura má rozlohu 14 183 čtverečních kilometrů a žije v ní bezmála pět milionů obyvatel.
V roce 2008 leželo město na trase olympijské pochodně, která jím prošla 25. června na své cestě do Pekingu.

## Poloha
Jün-čcheng je nejjižnější prefekturou provincie Šan-si. Hraničí na severu s Lin-fenem, na východě s Ťin-čchengem, na jihu s Che-nanem a na západě se Šan-si.

## Administrativní členění
Městská prefektura Jün-čcheng se člení na třináct celků okresní úrovně, a sice jeden městský obvod, dva  městské okresy a deset okresů.
| Jen-chu městský okres · Jung-ťi městský okres · Che-ťin okres · Lin-i okres · Wan-žung okres · Wen-si okres · Ťi-šan okres · Sin-ťiang okres · Ťiang okres · Jüan-čchü okres · Sia okres · Pching-lu okres · Žuej-čcheng |        |                       |                    |                                  |
| Název | Název  | Počet obyvatel (2020) | Rozloha km² (2020) | Hustota zalidnění (obyv. na km²) |
| český přepis | znaky  | Počet obyvatel (2020) | Rozloha km² (2020) | Hustota zalidnění (obyv. na km²) |
| Městský obvod |        |                       |                    |                                  |
| Jen-chu | 盐湖区 | 928 334               | 1 205              | 770                              |
| Městské okresy |        |                       |                    |                                  |
| Jung-ťi | 永济市 | 394 935               | 1 193              | 331                              |
| Che-ťin | 河津市 | 392 561               | 598                | 657                              |
| Okresy |        |                       |                    |                                  |
| Lin-i | 临猗县 | 482 559               | 1 365              | 353                              |
| Wan-žung | 万荣县 | 361 956               | 1 078              | 336                              |
| Wen-si | 闻喜县 | 355 269               | 1 167              | 304                              |
| Ťi-šan | 稷山县 | 316 114               | 683                | 463                              |
| Sin-ťiang | 新绛县 | 282 230               | 594                | 475                              |
| Ťiang | 绛县   | 226 871               | 990                | 229                              |
| Jüan-čchü | 垣曲县 | 197 772               | 1 615              | 123                              |
| Sia | 夏县   | 287 938               | 1 352              | 213                              |
| Pching-lu | 平陆县 | 205 080               | 1 176              | 175                              |
| Žuej-čcheng | 芮城县 | 342 889               | 1 169              | 293                              |
| |        |                       |                    |                                  |
| Celkem | Celkem | 4 774 508             | 14 183             | 337                              |